# Saison 2020-2021 des Nuggets de Denver
La saison 2020-2021 des Nuggets de Denver est la 54e saison de l'histoire de la franchise et la 45e saison en National Basketball Association (NBA).
La saison régulière est marquée par la grave blessure au genou de Jamal Murray, l'obligeant à rester hors des parquets pour le reste de la saison. La franchise fait les acquisitions de JaVale McGee et Aaron Gordon au cours de la saison, afin de renforcer leur effectif.
Le 3 mai 2021, les Nuggets sont officiellement qualifiés pour les playoffs malgré leur défaite contre les Lakers de Los Angeles. Ils terminent la saison régulière à la 3e place de la conférence Ouest. Ils affrontent les Trail Blazers de Portland au premier tour, qu'ils remportent en six matchs. Néanmoins, la campagne de playoffs s'arrête en demi-finale de conférence face aux Suns de Phoenix en quatre matchs.
À l'issue de la saison, Nikola Jokić est élu NBA Most Valuable Player, devenant le premier joueur des Nuggets à recevoir cette distinction.

## Draft
| Tour | Choix | Joueur     | Poste | Nationalité | Provenance            |
| ---- | ----- | ---------- | ----- | ----------- | --------------------- |
| 1    | 22    | Zeke Nnaji | PF    | États-Unis  | Wildcats de l'Arizona |

## Matchs

### Pré-saison
| Pré-saison Total: 2-1 (Domicile : 2-0; Extérieur : 0-1) |

| Match | Date match  | Équipe         | Score     | Meilleur marqueur | Meilleur rebondeur     | Meilleur passeur | Lieux        | Série |
| ----- | ----------- | -------------- | --------- | ----------------- | ---------------------- | ---------------- | ------------ | ----- |
| 1     | 12 décembre | @ Golden State | D 105-107 | Nikola Jokić (26) | Nikola Jokić (10)      | Nikola Jokić (5) | Chase Center | 0 - 1 |
| 2     | 16 décembre | Portland       | V 126-95  | Paul Millsap (18) | Nikola Jokić (11)      | Nikola Jokić (8) | Ball Arena   | 1 - 1 |
| 3     | 18 décembre | Portland       | V 129-96  | Paul Millsap (24) | Michael Porter Jr. (9) | Nikola Jokić (6) | Ball Arena   | 2 - 1 |

### Saison régulière
| Saison régulière Total: 47-25 (Domicile : 25-11; Extérieur : 22-14) |

| Match | Date match  | Équipe        | Score          | Meilleur marqueur       | Meilleur rebondeur | Meilleur passeur  | Lieux           | Série |
| ----- | ----------- | ------------- | -------------- | ----------------------- | ------------------ | ----------------- | --------------- | ----- |
| 1     | 23 décembre | Sacramento    | D 122-124 (OT) | Nikola Jokić (29)       | Nikola Jokić (15)  | Nikola Jokić (14) | Ball Arena      | 0 - 1 |
| 2     | 25 décembre | L.A. Clippers | D 108-121      | Nikola Jokić (24)       | Nikola Jokić (9)   | Nikola Jokić (10) | Ball Arena      | 0 - 2 |
| 3     | 28 décembre | Houston       | V 124-111      | Jamal Murray (21)       | Nikola Jokić (12)  | Nikola Jokić (18) | Ball Arena      | 1 - 2 |
| 4     | 29 décembre | @ Sacramento  | D 115-125      | Michael Porter Jr. (30) | Nikola Jokić (11)  | Nikola Jokić (12) | Golden 1 Center | 1 - 3 |

| Match | Date match  | Équipe         | Score           | Meilleur marqueur       | Meilleur rebondeur  | Meilleur passeur  | Lieux                    | Série  |
| ----- | ----------- | -------------- | --------------- | ----------------------- | ------------------- | ----------------- | ------------------------ | ------ |
| 5     | 1er janvier | Phoenix        | D 103-106       | Jamal Murray (31)       | Nikola Jokić (9)    | Nikola Jokić (11) | Ball Arena               | 1 - 4  |
| 6     | 3 janvier   | @ Minnesota    | V 124-109       | Jamal Murray (36)       | Nikola Jokić (12)   | Nikola Jokić (12) | Target Center            | 2 - 4  |
| 7     | 5 janvier   | Minnesota      | V 123-116       | Nikola Jokić (35)       | Nikola Jokić (15)   | Nikola Jokić (6)  | Ball Arena               | 3 - 4  |
| 8     | 7 janvier   | Dallas         | D 117-124 (OT)  | Nikola Jokić (38)       | Nikola Jokić (11)   | Jamal Murray (9)  | Ball Arena               | 3 - 5  |
| 9     | 9 janvier   | @ Philadelphie | V 115-103       | Gary Harris (21)        | Nikola Jokić (9)    | Nikola Jokić (12) | Wells Fargo Center       | 4 - 5  |
| 10    | 10 janvier  | @ New York     | V 114-89        | Nikola Jokić (22)       | Nikola Jokić (10)   | Nikola Jokić (5)  | Madison Square Garden    | 5 - 5  |
| 11    | 12 janvier  | @ Brooklyn     | D 116-122       | Nikola Jokić (23)       | Nikola Jokić (8)    | Nikola Jokić (11) | Barclays Center          | 5 - 6  |
| 12    | 14 janvier  | Golden State   | V 114-104       | Nikola Jokić (23)       | Nikola Jokić (14)   | Nikola Jokić (10) | Ball Arena               | 6 - 6  |
| 13    | 17 janvier  | Utah           | D 105-109       | Nikola Jokić (35)       | Nikola Jokić (14)   | Nikola Jokić (9)  | Ball Arena               | 6 - 7  |
| 14    | 19 janvier  | Oklahoma City  | V 119-101       | Nikola Jokić (27)       | Jokić, Millsap (12) | Barton, Jokić (6) | Ball Arena               | 7 - 7  |
| 15    | 22 janvier  | @ Phoenix      | V 130-126 (OT)  | Nikola Jokić (31)       | Nikola Jokić (10)   | Jamal Murray (9)  | PHX Arena                | 8 - 7  |
| 16    | 23 janvier  | @ Phoenix      | V 120-112 (2OT) | Nikola Jokić (29)       | Nikola Jokić (22)   | Nikola Jokić (6)  | PHX Arena                | 9 - 7  |
| 17    | 25 janvier  | @ Dallas       | V 117-113       | Michael Porter Jr. (30) | Nikola Jokić (10)   | Monté Morris (6)  | American Airlines Center | 10 - 7 |
| 18    | 27 janvier  | @ Miami        | V 109-82        | Nikola Jokić (21)       | Nikola Jokić (11)   | Gary Harris (7)   | American Airlines Arena  | 11 - 7 |
| 19    | 29 janvier  | @ San Antonio  | D 109-119       | Nikola Jokić (35)       | Nikola Jokić (10)   | Jamal Murray (7)  | AT&T Center              | 11 - 8 |
| 20    | 31 janvier  | Utah           | V 128-117       | Nikola Jokić (47)       | Nikola Jokić (12)   | Will Barton (6)   | Ball Arena               | 12 - 8 |

| Match                                                                                      | Date match  | Équipe          | Score     | Meilleur marqueur | Meilleur rebondeur      | Meilleur passeur     | Lieux                      | Série   |
| ------------------------------------------------------------------------------------------ | ----------- | --------------- | --------- | ----------------- | ----------------------- | -------------------- | -------------------------- | ------- |
| -                                                                                          | 1er février | Détroit         | Reporté*  | Reporté*          | Reporté*                | Reporté*             | Ball Arena                 | -       |
| 21                                                                                         | 4 février   | @ L.A. Lakers   | D 93-114  | Jamal Murray (20) | Jokić, Millsap (10)     | Nikola Jokić (6)     | Staples Center             | 12 - 9  |
| 22                                                                                         | 6 février   | @ Sacramento    | D 114-119 | Nikola Jokić (50) | R. J. Hampton (10)      | Nikola Jokić (12)    | Golden 1 Center            | 12 - 10 |
| 23                                                                                         | 8 février   | Milwaukee       | D 112-125 | Nikola Jokić (35) | Nikola Jokić (12)       | Nikola Jokić (6)     | Ball Arena                 | 12 - 11 |
| 24                                                                                         | 10 février  | Cleveland       | V 133-95  | Paul Millsap (22) | Green, Jokić (6)        | Nikola Jokić (12)    | Ball Arena                 | 13 - 11 |
| 25                                                                                         | 12 février  | Oklahoma City   | V 97-95   | Nikola Jokić (22) | Nikola Jokić (13)       | Nikola Jokić (9)     | Ball Arena                 | 14 - 11 |
| 26                                                                                         | 14 février  | L.A. Lakers     | V 122-105 | Jamal Murray (25) | Nikola Jokić (16)       | Nikola Jokić (10)    | Ball Arena                 | 15 - 11 |
| 27                                                                                         | 16 février  | @ Boston        | D 99-112  | Nikola Jokić (43) | Michael Porter Jr. (7)  | Facundo Campazzo (8) | TD Garden                  | 15 - 12 |
| 28                                                                                         | 17 février  | @ Washington    | D 128-130 | Jamal Murray (35) | JaMychal Green (10)     | Nikola Jokić (9)     | Capital One Arena          | 15 - 13 |
| -                                                                                          | 19 février  | @ Charlotte     | Reporté*  | Reporté*          | Reporté*                | Reporté*             | Spectrum Center            | -       |
| 29                                                                                         | 19 février  | @ Cleveland     | V 120-103 | Jamal Murray (50) | Nikola Jokić (12)       | Nikola Jokić (10)    | Rocket Mortgage FieldHouse | 16 - 13 |
| 30                                                                                         | 21 février  | @ Atlanta       | D 115-123 | Jamal Murray (30) | Nikola Jokić (10)       | Jokić, Morris (6)    | State Farm Arena           | 16 - 14 |
| 31                                                                                         | 23 février  | Portland        | V 111-106 | Nikola Jokić (41) | Michael Porter Jr. (10) | Jamal Murray (8)     | Ball Arena                 | 17 - 14 |
| 32                                                                                         | 25 février  | Washington      | D 110-112 | Jamal Murray (34) | Nikola Jokić (11)       | Nikola Jokić (7)     | Ball Arena                 | 17 - 15 |
| 33                                                                                         | 27 février  | @ Oklahoma City | V 126-96  | Jamal Murray (26) | Nikola Jokić (11)       | Nikola Jokić (13)    | Chesapeake Energy Arena    | 18 - 15 |
| * Le match a été reporté à la suite du protocole sanitaire de la ligue contre la covid-19. |             |                 |           |                   |                         |                      |                            |         |

| Match                  | Date match | Équipe                | Score          | Meilleur marqueur       | Meilleur rebondeur      | Meilleur passeur  | Lieux                   | Série   |
| ---------------------- | ---------- | --------------------- | -------------- | ----------------------- | ----------------------- | ----------------- | ----------------------- | ------- |
| 34                     | 1er mars   | @ Chicago             | V 118-112      | Nikola Jokić (39)       | Michael Porter Jr. (15) | Nikola Jokić (9)  | United Center           | 19 - 15 |
| 35                     | 2 mars     | @ Milwaukee           | V 128-97       | Nikola Jokić (37)       | Nikola Jokić (10)       | Nikola Jokić (11) | Fiserv Forum            | 20 - 15 |
| 36                     | 4 mars     | @ Indiana             | V 113-103      | Michael Porter Jr. (24) | Nikola Jokić (12)       | Nikola Jokić (8)  | Bankers Life Fieldhouse | 21 - 15 |
| NBA All-Star Game 2021 |            |                       |                |                         |                         |                   |                         |         |
| 37                     | 12 mars    | @ Memphis             | V 103-102      | Nikola Jokić (28)       | Nikola Jokić (15)       | Nikola Jokić (7)  | FedExForum              | 22 - 15 |
| 38                     | 13 mars    | Dallas                | D 103-116      | Nikola Jokić (26)       | Jokić, Porter Jr. (8)   | Nikola Jokić (11) | Ball Arena              | 22 - 16 |
| 39                     | 15 mars    | Indiana               | V 121-106      | Nikola Jokić (32)       | Nikola Jokić (14)       | Jamal Murray (8)  | Ball Arena              | 23 - 16 |
| 40                     | 17 mars    | Charlotte             | V 129-104      | Michael Porter Jr. (28) | Michael Porter Jr. (13) | Nikola Jokić (10) | Ball Arena              | 24 - 16 |
| 41                     | 19 mars    | Chicago               | V 131-127 (OT) | Nikola Jokić (34)       | Nikola Jokić (15)       | Nikola Jokić (9)  | Ball Arena              | 25 - 16 |
| 42                     | 21 mars    | La Nouvelle-Orléans   | D 108-113      | Nikola Jokić (29)       | Nikola Jokić (10)       | Nikola Jokić (10) | Ball Arena              | 25 - 17 |
| 43                     | 23 mars    | @ Orlando             | V 110-99       | Nikola Jokić (28)       | Nikola Jokić (15)       | Nikola Jokić (10) | Amway Center            | 26 - 17 |
| 44                     | 24 mars    | @ Toronto             | D 111-135      | Jokić, Murray (20)      | Nikola Jokić (10)       | Jamal Murray (7)  | Amalie Arena            | 26 - 18 |
| 45                     | 26 mars    | @ La Nouvelle-Orléans | V 113-108      | Nikola Jokić (37)       | Paul Millsap (7)        | Jamal Murray (11) | Smoothie King Center    | 27 - 18 |
| 46                     | 28 mars    | Atlanta               | V 126-102      | JaMychal Green (20)     | Jokić, Porter Jr. (10)  | Nikola Jokić (8)  | Ball Arena              | 28 - 18 |
| 47                     | 30 mars    | Philadelphie          | V 104-95       | Jamal Murray (30)       | Michael Porter Jr. (12) | Will Barton (6)   | Ball Arena              | 29 - 18 |

| Match | Date match | Équipe              | Score           | Meilleur marqueur       | Meilleur rebondeur      | Meilleur passeur      | Lieux          | Série   |
| ----- | ---------- | ------------------- | --------------- | ----------------------- | ----------------------- | --------------------- | -------------- | ------- |
| 48    | 1er avril  | @ L.A. Clippers     | V 101-94        | Jamal Murray (23)       | Jamal Murray (8)        | Nikola Jokić (7)      | Staples Center | 30 - 18 |
| 49    | 4 avril    | Orlando             | V 119-109       | Aaron Gordon (24)       | Michael Porter Jr. (12) | Nikola Jokić (16)     | Ball Arena     | 31 - 18 |
| 50    | 6 avril    | Détroit             | V 134-119       | Nikola Jokić (27)       | Nikola Jokić (8)        | Nikola Jokić (11)     | Ball Arena     | 32 - 18 |
| 51    | 7 avril    | San Antonio         | V 106-96        | Nikola Jokić (25)       | Michael Porter Jr. (10) | Nikola Jokić (10)     | Ball Arena     | 33 - 18 |
| 52    | 9 avril    | San Antonio         | V 121-119       | Nikola Jokić (26)       | Nikola Jokić (13)       | Nikola Jokić (14)     | Ball Arena     | 34 - 18 |
| 53    | 11 avril   | Boston              | D 87-105        | Michael Porter Jr. (22) | Michael Porter Jr. (11) | Nikola Jokić (11)     | Ball Arena     | 34 - 19 |
| 54    | 12 avril   | @ Golden State      | D 107-116       | Nikola Jokić (27)       | Nikola Jokić (12)       | Nikola Jokić (8)      | Chase Center   | 34 - 20 |
| 55    | 14 avril   | Miami               | V 123-106       | Michael Porter Jr. (25) | Jokić, Porter Jr. (10)  | Nikola Jokić (11)     | Ball Arena     | 35 - 20 |
| 56    | 16 avril   | @ Houston           | V 128-99        | Nikola Jokić (29)       | Nikola Jokić (16)       | Nikola Jokić (7)      | Toyota Center  | 36 - 20 |
| 57    | 19 avril   | Memphis             | V 139-137 (2OT) | Nikola Jokić (47)       | Nikola Jokić (15)       | Nikola Jokić (8)      | Ball Arena     | 37 - 20 |
| 58    | 21 avril   | @ Portland          | V 106-105       | Nikola Jokić (25)       | Nikola Jokić (9)        | Nikola Jokić (5)      | Moda Center    | 38 - 20 |
| 59    | 23 avril   | @ Golden State      | D 97-118        | Michael Porter Jr. (26) | Paul Millsap (7)        | Nikola Jokić (6)      | Chase Center   | 38 - 21 |
| 60    | 24 avril   | Houston             | V 129-116       | Michael Porter Jr. (39) | Nikola Jokić (8)        | Facundo Campazzo (13) | Ball Arena     | 39 - 21 |
| 61    | 26 avril   | Memphis             | V 120-96        | Michael Porter Jr. (31) | Nikola Jokić (15)       | Facundo Campazzo (7)  | Ball Arena     | 40 - 21 |
| 62    | 28 avril   | La Nouvelle-Orléans | V 114-112       | Nikola Jokić (32)       | Michael Porter Jr. (8)  | Facundo Campazzo (10) | Ball Arena     | 41 - 21 |
| 63    | 29 avril   | Toronto             | V 121-111       | Michael Porter Jr. (23) | Nikola Jokić (11)       | Campazzo, Gordon (4)  | Ball Arena     | 42 - 21 |

| Match | Date match | Équipe          | Score     | Meilleur marqueur       | Meilleur rebondeur | Meilleur passeur     | Lieux                   | Série   |
| ----- | ---------- | --------------- | --------- | ----------------------- | ------------------ | -------------------- | ----------------------- | ------- |
| 64    | 1er mai    | @ L.A. Clippers | V 110-104 | Nikola Jokić (30)       | Nikola Jokić (14)  | Nikola Jokić (7)     | Staples Center          | 43 - 21 |
| 65    | 3 mai      | @ L.A. Lakers   | D 89-93   | Nikola Jokić (32)       | Nikola Jokić (9)   | Facundo Campazzo (8) | Staples Center          | 43 - 22 |
| 66    | 5 mai      | New York        | V 113-97  | Nikola Jokić (32)       | Nikola Jokić (12)  | Nikola Jokić (6)     | Ball Arena              | 44 - 22 |
| 67    | 7 mai      | @ Utah          | D 120-127 | Michael Porter Jr. (31) | Nikola Jokić (9)   | Nikola Jokić (13)    | Vivint Smart Home Arena | 44 - 23 |
| 68    | 8 mai      | Brooklyn        | D 119-125 | Nikola Jokić (29)       | Nikola Jokić (7)   | Nikola Jokić (6)     | Ball Arena              | 44 - 23 |
| 69    | 11 mai     | @ Charlotte     | V 117-112 | Jokić, Porter Jr. (30)  | Nikola Jokić (11)  | Campazzo, Jokić (6)  | Spectrum Center         | 45 - 23 |
| 70    | 13 mai     | @ Minnesota     | V 114-103 | Nikola Jokić (31)       | Nikola Jokić (14)  | Facundo Campazzo (9) | Target Center           | 46 - 23 |
| 71    | 14 mai     | @ Détroit       | V 104-91  | Nikola Jokić (20)       | Nikola Jokić (15)  | Nikola Jokić (11)    | Little Caesars Arena    | 47 - 23 |
| 72    | 16 mai     | @ Portland      | D 116-132 | Markus Howard (23)      | JaVale McGee (8)   | Monté Morris (4)     | Moda Center             | 47 - 24 |

### Playoffs
| Playoffs Total: 4-6 (Domicile : 2-3; Extérieur : 2-3) |

| Match | Date match | Équipe     | Score           | Meilleur marqueur | Meilleur rebondeur      | Meilleur passeur     | Lieux       | Série |
| ----- | ---------- | ---------- | --------------- | ----------------- | ----------------------- | -------------------- | ----------- | ----- |
| 1     | 22 mai     | Portland   | D 109-123       | Nikola Jokić (34) | Nikola Jokić (16)       | Campazzo, Morris (5) | Ball Arena  | 0 - 1 |
| 2     | 24 mai     | Portland   | V 128-109       | Nikola Jokić (38) | Nikola Jokić (8)        | Monté Morris (7)     | Ball Arena  | 1 - 1 |
| 3     | 27 mai     | @ Portland | V 120-115       | Nikola Jokić (36) | Nikola Jokić (11)       | Facundo Campazzo (8) | Moda Center | 2 - 1 |
| 4     | 29 mai     | @ Portland | D 95-115        | Nikola Jokić (16) | Nikola Jokić (9)        | Facundo Campazzo (7) | Moda Center | 2 - 2 |
| 5     | 1er juin   | Portland   | V 147-140 (2OT) | Nikola Jokić (38) | Michael Porter Jr. (12) | Nikola Jokić (9)     | Ball Arena  | 3 - 2 |
| 6     | 3 juin     | @ Portland | V 126-115       | Nikola Jokić (36) | JaMychal Green (9)      | Monté Morris (9)     | Moda Center | 4 - 2 |

| Match | Date match | Équipe    | Score     | Meilleur marqueur | Meilleur rebondeur  | Meilleur passeur     | Lieux      | Série |
| ----- | ---------- | --------- | --------- | ----------------- | ------------------- | -------------------- | ---------- | ----- |
| 1     | 7 juin     | @ Phoenix | D 105-122 | Nikola Jokić (22) | JaMychal Green (11) | Campazzo, Morris (6) | PHX Arena  | 0 - 1 |
| 2     | 9 juin     | @ Phoenix | D 98-123  | Nikola Jokić (24) | Nikola Jokić (13)   | Nikola Jokić (6)     | PHX Arena  | 0 - 2 |
| 3     | 11 juin    | Phoenix   | D 102-116 | Nikola Jokić (32) | Nikola Jokić (20)   | Nikola Jokić (10)    | Ball Arena | 0 - 3 |
| 4     | 13 juin    | Phoenix   | D 118-125 | Will Barton (25)  | Nikola Jokić (11)   | Monté Morris (6)     | Ball Arena | 0 - 4 |

### Confrontations en saison régulière
| Conférence Est      | Conférence Est                              | Conférence Est                              | Conférence Ouest                            | Conférence Ouest                            | Conférence Ouest                            | Conférence Ouest                            | Conférence Ouest                            |
| Division Atlantique | Division Atlantique                         | Division Atlantique                         | Division Nord-Ouest                         | Division Nord-Ouest                         | Division Nord-Ouest                         | Division Nord-Ouest                         | Division Nord-Ouest                         |
| Équipe              | Domicile                                    | Extérieur                                   | Équipe                                      | Domicile                                    | Domicile                                    | Extérieur                                   | Extérieur                                   |
| ------------------- | ------------------------------------------- | ------------------------------------------- | ------------------------------------------- | ------------------------------------------- | ------------------------------------------- | ------------------------------------------- | ------------------------------------------- |
| Boston              | 87-105                                      | 99-112                                      |                                             |                                             |                                             |                                             |                                             |
| Brooklyn            | 119-125                                     | 116-122                                     | Minnesota                                   | 123-116                                     |                                             | 124-109                                     | 114-103                                     |
| New York            | 113-97                                      | 114-89                                      | Oklahoma City                               | 119-101                                     | 97-95                                       | 126-96                                      |                                             |
| Philadelphie        | 104-95                                      | 115-103                                     | Portland                                    | 111-106                                     |                                             | 106-105                                     | 116-132                                     |
| Toronto             | 121-111                                     | 111-135                                     | Utah                                        | 105-109                                     | 128-117                                     | 120-127                                     |                                             |
|                     | 3-2                                         | 2-3                                         |                                             | 5-1                                         | 5-1                                         | 4-2                                         | 4-2                                         |
| Division            | 5-5                                         | 5-5                                         | Division                                    | 9-3                                         | 9-3                                         | 9-3                                         | 9-3                                         |
| Division Centrale   | Division Centrale                           | Division Centrale                           | Division Pacifique                          | Division Pacifique                          | Division Pacifique                          | Division Pacifique                          | Division Pacifique                          |
| Équipe              | Domicile                                    | Extérieur                                   | Équipe                                      | Domicile                                    | Domicile                                    | Extérieur                                   | Extérieur                                   |
| Chicago             | 131-127 (OT)                                | 118-112                                     | Golden State                                | 114-104                                     |                                             | 107-116                                     | 97-118                                      |
| Cleveland           | 133-95                                      | 120-103                                     | L.A. Clippers                               | 108-121                                     |                                             | 101-94                                      | 110-104                                     |
| Detroit             | 134-119                                     | 104-91                                      | L.A. Lakers                                 | 122-105                                     |                                             | 93-114                                      | 89-93                                       |
| Indiana             | 121-106                                     | 113-103                                     | Phoenix                                     | 103-106                                     |                                             | 130-126 (OT)                                | 120-112 (2OT)                               |
| Milwaukee           | 112-125                                     | 128-97                                      | Sacramento                                  | 122-124 (OT)                                |                                             | 115-125                                     | 114-119                                     |
|                     | 4-1                                         | 4-0                                         |                                             | 2-3                                         | 2-3                                         | 4-6                                         | 4-6                                         |
| Division            | 8-1                                         | 8-1                                         | Division                                    | 6-9                                         | 6-9                                         | 6-9                                         | 6-9                                         |
| Division Sud-Est    | Division Sud-Est                            | Division Sud-Est                            | Division Sud-Ouest                          | Division Sud-Ouest                          | Division Sud-Ouest                          | Division Sud-Ouest                          | Division Sud-Ouest                          |
| Équipe              | Domicile                                    | Extérieur                                   | Équipe                                      | Domicile                                    | Domicile                                    | Extérieur                                   | Extérieur                                   |
| Atlanta             | 126-102                                     | 115-123                                     | Dallas                                      | 117-124 (OT)                                | 103-116                                     | 117-113                                     |                                             |
| Charlotte           | 129-104                                     | 117-112                                     | Houston                                     | 124-111                                     | 129-116                                     | 128-99                                      |                                             |
| Miami               | 123-106                                     | 109-82                                      | Memphis                                     | 139-137 (2OT)                               | 120-96                                      | 103-102                                     |                                             |
| Orlando             | 119-109                                     | 110-99                                      | New Orleans                                 | 108-113                                     | 114-112                                     | 113-108                                     |                                             |
| Washington          | 110-112                                     | 128-130                                     | San Antonio                                 | 106-96                                      | 121-119                                     | 109-119                                     |                                             |
|                     | 4-1                                         | 3-2                                         |                                             | 7-3                                         | 7-3                                         | 4-1                                         | 4-1                                         |
| Division            | 7-3                                         | 7-3                                         | Division                                    | 11-4                                        | 11-4                                        | 11-4                                        | 11-4                                        |
| Conférence          | 19-9 (Domicile : 10-4; Extérieur : 9-5)     | 19-9 (Domicile : 10-4; Extérieur : 9-5)     | Conférence                                  | 27-16 (Domicile : 15-7; Extérieur : 12-9)   | 27-16 (Domicile : 15-7; Extérieur : 12-9)   | 27-16 (Domicile : 15-7; Extérieur : 12-9)   | 27-16 (Domicile : 15-7; Extérieur : 12-9)   |
| Total               | 46-25 (Domicile : 25-11; Extérieur : 21-14) | 46-25 (Domicile : 25-11; Extérieur : 21-14) | 46-25 (Domicile : 25-11; Extérieur : 21-14) | 46-25 (Domicile : 25-11; Extérieur : 21-14) | 46-25 (Domicile : 25-11; Extérieur : 21-14) | 46-25 (Domicile : 25-11; Extérieur : 21-14) | 46-25 (Domicile : 25-11; Extérieur : 21-14) |

## Classements
| Conférence Ouest | Conférence Ouest                    | Conférence Ouest | Conférence Ouest | Conférence Ouest | Conférence Ouest | Conférence Ouest | Conférence Ouest |
| No               | Franchise                           | Vic.             | Def.             | MJ               | V/D              | GB               |                  |
| ---------------- | ----------------------------------- | ---------------- | ---------------- | ---------------- | ---------------- | ---------------- | ---------------- |
| 1                | z - Jazz de l'Utah*                 | 52               | 20               | 72               | .722             | –                |                  |
| 2                | y - Suns de Phoenix*                | 51               | 21               | 72               | .708             | 1                |                  |
| 3                | x - Nuggets de Denver               | 47               | 25               | 72               | .653             | 5                |                  |
| 4                | x - Clippers de Los Angeles         | 47               | 25               | 72               | .653             | 5                |                  |
| 5                | y - Mavericks de Dallas*            | 42               | 30               | 72               | .583             | 10               |                  |
| 6                | x - Trail Blazers de Portland       | 42               | 30               | 72               | .583             | 10               |                  |
|                  |                                     |                  |                  |                  |                  |                  |                  |
| 7                | x - Lakers de Los Angeles           | 42               | 30               | 72               | .583             | 10               |                  |
| 8                | x - Grizzlies de Memphis            | 38               | 34               | 72               | .528             | 14               |                  |
| 9                | o - Warriors de Golden State        | 39               | 33               | 72               | .542             | 13               |                  |
| 10               | o - Spurs de San Antonio            | 33               | 39               | 72               | .458             | 19               |                  |
|                  |                                     |                  |                  |                  |                  |                  |                  |
| 11               | o - Pelicans de La Nouvelle-Orléans | 31               | 41               | 72               | .431             | 21               |                  |
| 12               | o - Kings de Sacramento             | 31               | 41               | 72               | .431             | 21               |                  |
| 13               | o - Timberwolves du Minnesota       | 23               | 49               | 72               | .319             | 29               |                  |
| 14               | o - Thunder d'Oklahoma City         | 22               | 50               | 72               | .306             | 30               |                  |
| 15               | o - Rockets de Houston              | 17               | 55               | 72               | .236             | 35               |                  |

| Division Nord-Ouest           | V  | D  | MJ | V/D  | GB | Dom   | Ext   | Div |
| ----------------------------- | -- | -- | -- | ---- | -- | ----- | ----- | --- |
| z - Jazz de l'Utah            | 52 | 20 | 72 | .722 | –  | 31–5  | 21–15 | 7–5 |
| x - Nuggets de Denver         | 47 | 25 | 72 | .653 | 5  | 25–11 | 22–14 | 9–3 |
| x - Trail Blazers de Portland | 42 | 30 | 72 | .583 | 10 | 20–16 | 22–14 | 6–6 |
| o - Timberwolves du Minnesota | 23 | 49 | 72 | .319 | 29 | 13–23 | 10–26 | 5–7 |
| o - Thunder d'Oklahoma City   | 22 | 50 | 72 | .306 | 30 | 10–26 | 12–24 | 3–9 |

## Effectif

### Effectif actuel
| Nuggets de Denver Effectif en fin de saison régulière          |    |                        |                         |                  |
| Entraîneur : Michael Malone                                    |    |                        |                         |                  |
| Arrière / Ailier                                               | 5  | Drapeau des États-Unis | Will Barton             | Memphis          |
| Ailier fort / Pivot                                            | 10 | /                      | Bol Bol                 | Oregon           |
| Meneur                                                         | 7  | Drapeau de l'Argentine | Facundo Campazzo (R)    | Real Madrid      |
| Ailier / Ailier fort                                           | 31 | Drapeau de la Slovénie | Vlatko Čančar           | San Pablo Burgos |
| Arrière / Ailier                                               | 35 | Drapeau des États-Unis | P. J. Dozier            | South Carolina   |
| Ailier / Ailier fort                                           | 50 | Drapeau des États-Unis | Aaron Gordon            | Arizona          |
| Ailier fort                                                    | 0  | Drapeau des États-Unis | JaMychal Green          | Alabama          |
| Meneur / Arrière                                               | 8  | Drapeau des États-Unis | Shaquille Harrison (TW) | Tulsa            |
| Meneur                                                         | 00 | Drapeau des États-Unis | Markus Howard (R) (TW)  | Marquette        |
| Pivot                                                          | 15 | Drapeau de la Serbie   | Nikola Jokić (C)        | KK Mega Leks     |
| Pivot                                                          | 34 | Drapeau des États-Unis | JaVale McGee            | Nevada           |
| Ailier fort                                                    | 4  | Drapeau des États-Unis | Paul Millsap            | Louisiana Tech   |
| Meneur                                                         | 11 | Drapeau des États-Unis | Monte Morris            | Iowa State       |
| Meneur / Arrière                                               | 27 | Drapeau du Canada      | Jamal Murray            | Kentucky         |
| Ailier fort / Pivot                                            | 22 | Drapeau des États-Unis | Zeke Nnaji (R)          | Arizona          |
| Ailier / Ailier fort                                           | 1  | Drapeau des États-Unis | Michael Porter Jr.      | Missouri         |
| Arrière                                                        | 25 | Drapeau des États-Unis | Austin Rivers           | Duke             |
| (C) - Capitaine, (R) - Rookie, (TW) - Two-way contract, Blessé |    |                        |                         |                  |

## Récompenses durant la saison
| Date                    | Joueur             | Récompense                                     |
| ----------------------- | ------------------ | ---------------------------------------------- |
| 18 janvier - 24 janvier | Nikola Jokić       | Joueur de la semaine dans la Conférence Ouest. |
| 25 janvier - 31 janvier | Nikola Jokić       | Joueur de la semaine dans la Conférence Ouest. |
| Décembre / Janvier      | Nikola Jokić       | Joueur du mois dans la Conférence Ouest.       |
| 19 février              | Nikola Jokić       | ☆ All-Star 2021 ☆                              |
| 2 mars                  | Michael Porter Jr. | ☆ Rising Stars Challenge - Team USA ☆          |
| 2 mars                  | Facundo Campazzo   | ☆ Rising Stars Challenge - Team World ☆        |
| 15 mars - 21 mars       | Nikola Jokić       | Joueur de la semaine dans la Conférence Ouest. |
| Avril                   | Michael Malone     | Entraîneur du mois dans la Conférence Ouest.   |
| 8 juin                  | Nikola Jokić       | NBA Most Valuable Player                       |
| 15 juin                 | Nikola Jokić       | All-NBA First Team                             |

## Transactions

### Extension de contrat
| Date       | Joueur       | Extension                                                          |
| ---------- | ------------ | ------------------------------------------------------------------ |
| 09/12/2020 | Monte Morris | Contrat de 27 000 000 $ sur 3 ans à partir de la saison 2021-2022. |

### Joueurs qui re-signent
| Date       | Joueur       | Contrat                           |
| ---------- | ------------ | --------------------------------- |
| 24/11/2020 | Bol Bol      | Contrat de 4 219 392 $ sur 2 ans. |
| 02/12/2020 | Paul Millsap | Contrat de 10 000 000 $ sur 1 an. |

### Options dans les contrats
| Date       | Joueur             | Option                                                                              |
| ---------- | ------------------ | ----------------------------------------------------------------------------------- |
| 16/11/2020 | Jerami Grant       | Jerami Grant décline son option joueur de 9 346 153 $ pour la saison 2020-2021.     |
| 21/11/2020 | Torrey Craig       | Denver refuse de prolonger la "Qualifying Offer". Torrey Craig devient agent libre. |
| 10/12/2020 | Michael Porter Jr. | Denver active son option d'équipe de 5 258 735 $ pour la saison 2021-2022.          |

### Échanges
| Novembre    | Novembre | Novembre | Novembre |
| ----------- | --- | --- | -------- |
| 22 novembre | Vers les Nuggets de Denver - Compensation financière | Vers les Pistons de Détroit - Jerami Grant (Sign and trade) - Droits sur Nikola Radičević (2015 #57) | [ 22 ]   |
| 24 novembre | Échange à quatre équipes | Échange à quatre équipes | [ 23 ]   |
| 24 novembre | Vers les Nuggets de Denver - Droits sur R. J. Hampton (#24) (Des Bucks) | Vers les Bucks de Milwaukee - Jrue Holiday (Des Pelicans) - Droits sur Sam Merrill (#60) (Des Pelicans) | [ 23 ]   |
| 24 novembre | Vers les Pelicans de La Nouvelle-Orléans - Steven Adams (Du Thunder) - Eric Bledsoe (Des Bucks) - Droits d'échanger le premier tour de draft 2024 (Des Bucks) - Premier tour de draft 2025 (Des Bucks) - Droits d'échanger le premier tour de draft 2026 (Des Bucks) - Premier tour de draft 2027 (Des Bucks) | Vers le Thunder d'Oklahoma City - George Hill (Des Bucks) - Zylan Cheatham (Sign and trade) (Des Pelicans) - Josh Gray (Sign and trade) (Des Pelicans) - Darius Miller (Des Pelicans) - Kenrich Williams (Sign and trade) (Des Pelicans) - Premier tour de draft 2023 protégé (Des Nuggets) - Second tour de draft 2023 des Wizards (Des Pelicans) - Second tour de draft 2024 des Hornets (Des Pelicans) | [ 23 ]   |
| Mars        | | |          |
| 25 mars     | Vers les Nuggets de Denver - JaVale McGee | Vers les Cavaliers de Cleveland - Isaiah Hartenstein - Second tour de draft 2023 (protégé) - Second tour de draft 2027 | [ 24 ]   |
| 25 mars     | Vers les Nuggets de Denver - Aaron Gordon - Gary Clark | Vers le Magic d'Orlando - R. J. Hampton - Gary Harris - Premier tour de draft 2025 | [ 25 ]   |

### Arrivées

#### Draft
| Date       | Joueur              | Provenance                   |
| ---------- | ------------------- | ---------------------------- |
| 30/11/2020 | R. J. Hampton (#24) | New Zealand Breakers         |
| 30/11/2020 | Zeke Nnaji (#22)    | Wildcats de l'Arizona (NCAA) |

#### Agents libres
| Date       | Joueur             | Provenance                              | Contrat                                                 |
| ---------- | ------------------ | --------------------------------------- | ------------------------------------------------------- |
| 30/11/2020 | Facundo Campazzo   | Real Madrid                             | Contrat partiellement garanti de 6 400 000 $ sur 2 ans. |
| 30/11/2020 | JaMychal Green     | Clippers de Los Angeles                 | Contrat de 14 759 508 $ sur 2 ans.                      |
| 30/11/2020 | Isaiah Hartenstein | Rockets de Houston                      | Contrat de 3 383 360 $ sur 2 ans.                       |
| 30/04/2021 | Austin Rivers      | Nuggets de Denver (contrat de 10 jours) | Contrat de 270 142 $ jusqu'à la fin de la saison.       |

#### Contrats de 10 jours
| Date       | Joueur        | Provenance              |
| ---------- | ------------- | ----------------------- |
| 20/04/2021 | Austin Rivers | Thunder d'Oklahoma City |

#### Two-way contracts
| Date       | Joueur             | Provenance                        |
| ---------- | ------------------ | --------------------------------- |
| 24/11/2020 | Greg Whittington   | Galatasaray SK                    |
| 30/11/2020 | Markus Howard      | Golden Eagles de Marquette (NCAA) |
| 09/04/2021 | Shaquille Harrison | Jazz de l'Utah                    |

### Départs

#### Agents libres
| Date       | Joueur                   | Nouvelle équipe ¹                   |
| ---------- | ------------------------ | ----------------------------------- |
| 22/11/2020 | Jerami Grant             | Pistons de Détroit (sign and trade) |
| 25/11/2020 | Torrey Craig (Restreint) | Bucks de Milwaukee                  |
| 27/11/2020 | Noah Vonleh              | Bulls de Chicago                    |
| 29/11/2020 | Keita Bates-Diop         | Spurs de San Antonio                |
| 01/12/2020 | Mason Plumlee            | Pistons de Détroit                  |
| 02/12/2020 | Tyler Cook               | Timberwolves du Minnesota           |
| 28/12/2020 | Nick Young               | Zhejiang Lions                      |
| 11/05/2021 | Gary Clark               | 76ers de Philadelphie               |

#### Joueurs coupés
| Date       | Joueur           |
| ---------- | ---------------- |
| 22/12/2020 | Keita Bates-Diop |
| 09/04/2021 | Gary Clark       |
| 09/04/2021 | Greg Whittington |